# Sinagoga Monte Sinaí
La Sinagoga Monte Sinaí és la sinagoga de la comunitat jueva de Ciutat de Mèxic, situada en el centre històric de la ciutat de Mèxic. La sinagoga Monte Sinaí és la primera congregació independent amb un estil liberal similar al judaisme reformista o al judaisme conservador i és considerada la primera sinagoga asquenazita de Mèxic.
La comunitat està formada principalment per immigrants jueus, que van arribar des de diferents parts del món, i Mèxic va esdevenir la seva llar. Després de 1918, un nombrós grup de jueus d'Europa oriental, principalment de Polònia, es van instal·lar allà, juntament amb els jueus sefardites provinents d'Alep. La comunitat va obrir el primer centre jueu en 1918.